# Мунія
Му́нія (Lonchura) — рід горобцеподібних птахів родини астрильдових (Estrildidae). Представники цього роду мешкають в Південній і Південно-Східній Азії та в Австралазія.

## Опис
Мунії — невеликі птахи, середня довжина яких становить 10-15 см, а вага 7,5-27,8 г. Вони мають кремезну будову тіла, короткі дзьоби і відносно довгі хвости. Мунії мають переважно коричнево-чорно-біле забарвлення. Їм не притаманний статевий диморфізм. Молоді птахи мають більш тьмяне і менш контрастне забарвлення, ніж дорослі птахи.
Мунії живуть у відкритих природних середовищах, зустрічаються зграйками. Живляться переважно насінням. Їхні гнізда мають куполоподібну форму, відносно великі. У кладці від 4 до 10 білих яєць. Деякі види використовують гнізда протягом всього року як місце для сну.
Мунії добре пристосовуються до життя в неволі і можуть жити в таких умовах до 18 років.

## Види
Виділяють 27 видів:
- Мунія іржаста (Lonchura punctulata)
- Мунія чагарникова (Lonchura kelaarti)
- Мунія молуцька (Lonchura molucca)
- Мунія гострохвоста (Lonchura striata)
- Мунія борнейська (Lonchura fuscans)
- Мунія жовтохвоста (Lonchura leucogastra)
- Мунія яванська (Lonchura leucogastroides)
- Мунія трибарвна (Lonchura malacca)
- Мунія чорноголова (Lonchura atricapilla)
- Мунія балійська (Lonchura ferruginosa)
- Мунія білоголова (Lonchura maja)
- Мунія бліда (Lonchura pallida)
- Мунія великодзьоба (Lonchura grandis)
- Мунія чорновола (Lonchura teerinki)
- Мунія гірська (Lonchura montana)
- Мунія альпійська (Lonchura monticola)
- Мунія золотохвоста (Lonchura vana)
- Мунія світлоголова (Lonchura nevermanni)
- Мунія сіроголова (Lonchura caniceps)
- Мунія папуанська (Lonchura spectabilis)
- Мунія новоірландська (Lonchura forbesi)
- Мунія сірошия (Lonchura hunsteini)
- Мунія жовтогуза (Lonchura flaviprymna)
- Мунія темноголова (Lonchura quinticolor)
- Мунія каштанововола (Lonchura castaneothorax)
- Мунія чорна (Lonchura stygia)
- Мунія новобританська (Lonchura melaena)

## Етимологія
Наукова назва роду Lonchura походить від сполучення слів дав.-гр. λογχη — наконечник стріли, списа і ουρα — хвіст.